# Campeonato Rondoniense de Futebol Feminino de 2020
O Campeonato Rondoniense de Futebol Feminino de 2020 foi a 12ª edição deste campeonato de futebol feminino organizado pela Federação de Futebol do Estado de Rondônia (FFER), o torneio teve início em 11 de novembro e terminou em 18 de novembro. O campeonato foi disputado no Estádio Aluízio Ferreira, em Porto Velho, capital do estado.
O Real Ariquemes foi o campeão da edição conquistando seu segundo título do Rondoniense Feminino, o troféu veio após o time ariquemense derrotar o Ji-Paraná por 4–0 pela última rodada do campeonato.

## Regulamento
A competição será realizada em uma única fase, as três equipes serão divididas em apenas um grupo que se enfrentarão em turno único entre si, sendo que a melhor colocada será a campeã da competição e ganhará uma vaga na Série A2 de 2021.

### Critérios de desempate
O desempate entre duas ou mais equipes na primeira fase seguiu a ordem definida abaixo:
1. Número de vitórias
2. Saldo de gols
3. Gols marcados
4. Menor número de cartões vermelhos recebidos
5. Menor número de cartões amarelos recebidos
6. Sorteio

## Participantes
| Equipe         | Cidade      |
| -------------- | ----------- |
| Genus          | Porto Velho |
| Ji-Paraná      | Ji-Paraná   |
| Real Ariquemes | Ariquemes   |

## Tabela

### Confrontos
|                | GEN | JIP | REA |
| -------------- | --- | --- | --- |
| Genus          | —   | 2–2 | —   |
| Ji-Paraná      | —   | —   | 0–4 |
| Real Ariquemes | 1–0 | —   | —   |

|  |                     |  |        |  |                      |
|  | Vitória do Mandante |  | Empate |  | Vitória do Visitante |

## Premiação
| Campeão do Campeonato Rondoniense de Futebol Feminino de 2020 |
| ------------------------------------------------------------- |
| Real Ariquemes Campeão (2° título)                            |